# Scottsdale Stadium
Das Scottsdale Stadium ist ein Baseball- und Fußballstadion in der US-amerikanischen Stadt Scottsdale, Bundesstaat Arizona.

## Lage
Das Stadion befindet sich zwischen Downtown und South Scottsdale, in der Nähe des Osborn Plazas. Gegenüber ist das Scottsdale Osborn Medical Center. Im Norden befindet sich der City Court.

## Geschichte
1991 wurde mit dem Bau des Scottsdale Stadiums begonnen. Vorher befand sich an diesem Platz das alte Scottsdale Stadium, welches 1956 gebaut wurde. 2006 wurde das Stadion für 23,1 Millionen US-Dollar renoviert.

## Nutzung

### Baseball
Seit 1992 ist das Stadion Standort des Spring Training der San Francisco Giants. Die Mannschaft aus der Major League Baseball hat einen gültigen Nutzungsvertrag bis 2025 unterzeichnet. Des Weiteren spielen die Minor-League-Baseball-Mannschaften Scottsdale Scorpions und Arizona League Giants in dem Stadion. Von 1992 bis 1997 war das Scottsdale Stadion auch Heimat der Phoenix Firebirds.

### Fußball
In der Saison 2015 hat Arizona United seine Heimspiele in der United Soccer League im Stadion ausgetragen.